# Dorce Gamalama
Dorce Gamalama (ur. 21 lipca 1963 w Solok, zm. 16 lutego 2022 w Dżakarcie) – indonezyjska transpłciowa piosenkarka, aktorka i osobowość telewizyjna.

## Życiorys
Urodziła się jako mężczyzna Dedi Yuliardi Ashadi 21 lipca 1963 r. w Solok. Po osieroceniu przez rodziców wychowywała ją babcia oraz ciocia. Karierę muzyczną rozpoczęła w młodym wieku. Jeszcze jako uczennica szkoły podstawowej zaczęła występować z grupą Bambang Brothers.
W wieku około 7 lat zaczęła doświadczać dysforii płciowej, którą opisała jako poczucie uwięzienia we własnym ciele. Po raz pierwszy miała okazję założyć sukienkę na scenie podczas szkolnego przedstawienia z okazji Dnia Niepodległości Indonezji, gdzie wcieliła się w rolę babci. W wieku nastoletnim zaczęła występować na scenie w kobiecych strojach, przenosząc się z Bambros do prowadzonego przez trans kobiety zespołu Fantastic Dolls, oraz przyjęła pseudonim sceniczny Dorce Ashadi. W 1983 przeszła operację korekty płci w Surabai. Jej tożsamość płciowa została prawnie uznana w 1986 lub 1988 roku.
Szerszą rozpoznawalność zyskała występując na antenie TVRI. Powstały także filmy Dorce Sok Akrab i Dorce Ketemu Jodoh. W latach 2005–2009 prowadziła program Dorce Show na antenie stacji Trans TV.
Chorowała na cukrzycę oraz zdiagnozowano u niej chorobę Alzheimera. Zmarła 16 lutego 2022 roku w wieku 58 lat z powodu powikłań po COVID-19. Uzyskała dodatni wynik testu na obecność wirusa trzy tygodnie wcześniej. Jej ostatnie życzenie, aby zostać pochowaną jako kobieta, nie zostało uszanowane przez jej rodzinę ani duchownych.